# Volkswagen ID. Buzz
Volkswagen ID. Buzz este un vehicul comercializat de producătorul german de automobile Volkswagen.